# 铜盂镇
铜盂镇是中国广东省汕头市潮阳区下辖的一个镇。东临和平鎮，西接贵屿镇，南临练江遥对潮南区峡山街道，北连谷饶镇。镇域面积42.4平方公里，其中耕地面积2.64万亩，山地面积8975亩。下辖铜钵盂、胜前、老溪西3个居委会，华岐、草尾、河陇、溪边、深岭、新桥、集星、光星、岐美、宅美、屿南、屿北、玉窖、双岐、潮港、凤田、凤壶、市上、新岐、溪东里、肖渡、桶盘、树香、李仙、洋美25个村委会。至2003年末总人口11.6044人。千年古刹灵山寺，蔡楚生故居，集潮州嵌瓷、潮州泥塑、潮州彩绘、潮州木雕、潮州石雕等装饰工艺的明安里也位于该镇。

## 行政区划
铜盂镇下辖以下村级行政区划单位
胜前社区、铜钵盂社区、溪西社区、树香村、屿北村、屿南村、玉窖村、双岐村、潮港村、岐美村、光星村、集星村、李仙村、新桥村、深岭村、溪边村、河陇村、洋美村、草尾村、桶盘村、华岐村、凤田村、新岐村、市上村、肖渡村、凤壶村、宅美村和溪东里村。